# Partito Komala del Kurdistan iraniano
Il 'Partito Komala del Kurdistan iraniano anche noto come Komala (in persiano کومله‎), è un partito politico iraniano, di ispirazione socialdemocratica. Storicamente vicino alle idee comuniste, la propria sede è in Iraq, nella città di Sulaymaniyah. Anti-imperialista, sostiene l'autodeterminazione dei curdi.
I membri di Komala hanno preso parte alla guerriglia contro il governo iraniano, in particolare durante la ribellione curda del 1979 e nella guerra Iran-Iraq. Hanno inoltre combattuto il Partito Democratico del Kurdistan Iraniano durante gli anni '80 e primi anni '90. Dopo un lungo cessate il fuoco, nel 2017 l'organizzazione ha dichiarato di aver ripreso il conflitto armato contro l'Iran.